# Hugo de los Reyes Chávez
Hugo de los Reyes Chávez (* 6. Januar 1933; † 9. April 2024 in Barinas) war von 1998 bis 2008 Gouverneur des Bundesstaates Barinas von Venezuela. Er war der Vater des ehemaligen Staatspräsidenten Hugo Chávez. Chávez hatte indianische und afrikanische Wurzeln. Sowohl er als auch seine Frau waren Dorfschullehrer, ehe sie in die Politik gingen. Chávez wurde später „Director de la Educación“. Anfangs war er in der christdemokratischen Partei COPEI aktiv, bis er 1998 in die von seinem Sohn geführten Partei Movimiento Quinta República eintrat. 1998 wurde Chávez mit 43,56 % zum Gouverneur des Staates Barinas gewählt. Bei den vorgezogenen Wahlen 2000 wurde er mit 52,57 % der Stimmen wiedergewählt. 2004 stellte sich Hugo de los Reyes Chávez nochmals der Wiederwahl und erreichte 76,26 %. 2008 wurde er von seinem Sohn Adán Chávez, der für die Vereinigte Sozialistische Partei Venezuelas antrat, mit 50,48 % abgelöst.
Hugo de los Reyes Chávez gehörte danach ebenfalls der Vereinigten Sozialistischen Partei Venezuelas (PSUV) an.
Chávez starb im April 2024 im Alter von 91 Jahren.